# Chính sách thị thực của Sierra Leone
Du khách đến Sierra Leone phải xin thị thực từ một trong những phái bộ ngoại giao Sierra Leone trừ khi họ đến từ những nước được miễn thị thực.

## Bản đồ chính sách thị thực

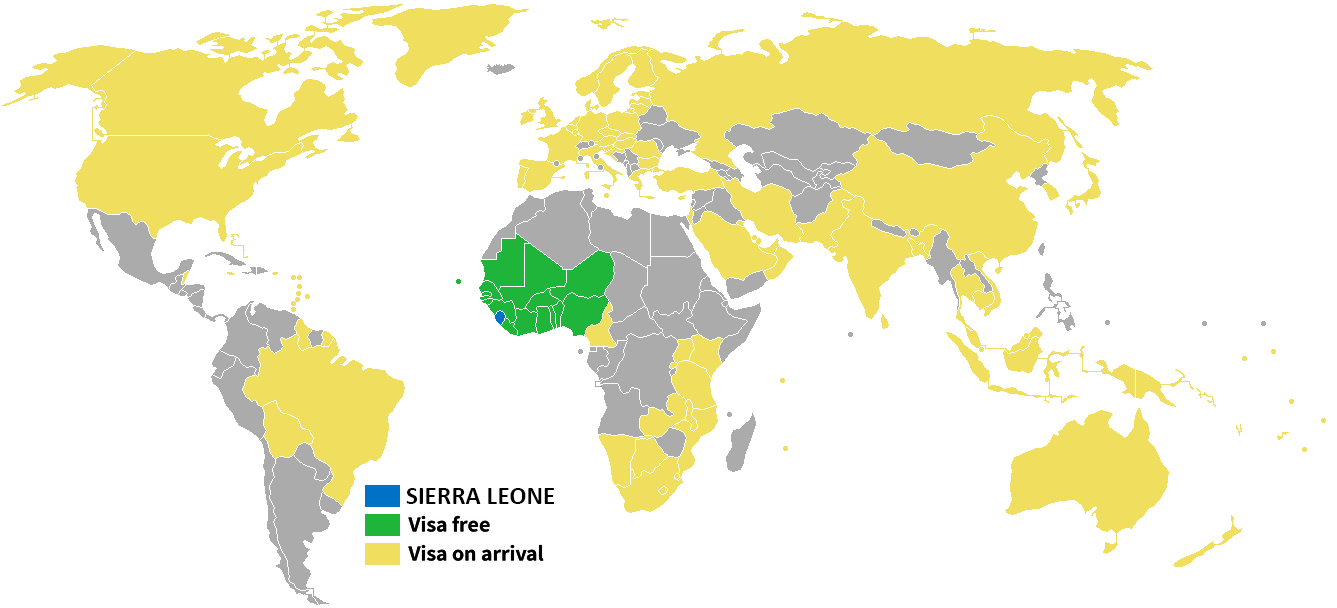
Sierra Leone
Miễn thị thực
Thị thực tại cửa khẩu

## Miễn thị thực
Công dân của 15 quốc gia sau có thể đến Sierra Leone không cần thị thực:
| - Benin - Burkina Faso - Cape Verde - Bờ Biển Ngà - Gambia - Ghana - Guinea - Guinea-Bissau | - Liberia - Mali - Mauritania - Niger - Nigeria - Senegal - Togo |

Thị thực tại cửa khẩu
| Công dân của Kenya có thể xin thị thực tại cửa khẩu. |

Người sở hữu hộ chiếu ngoại giao và công vụ của Iran có thể được miễn thị thực tối đa 1 tháng.
Một thỏa thuận giữa Sierra Leone và Saint Kitts và Nevis về miễn thị thực song phương 90 ngày được ký vào tháng 2 năm 2017 nhưng chưa có hiệu lực.